# VfL-Stadion am Elsterweg
Le VfL-Stadion am Elsterweg est un stade omnisports allemand, principalement utilisé pour le football et l'athlétisme, situé dans la ville de Wolfsburg, en Basse-Saxe.
Le stade, doté de 17 600 places et inauguré en 1947, est l'enceinte à domicile du club de football de la réserve du VfL Wolfsburg, ainsi que de l'équipe féminine du VfL Wolfsburg.

## Histoire
Sur l'ancien lieu d'un terrain de sport est inauguré le stade le 10 octobre 1947.
Une nouvelle tribune couverte est inaugurée le 1er mai 1961, construite en béton selon les plans de l'architecte de Wolfsburg Hans Tiedemann (pour un coût de 720 000 DEM, partagé entre la ville de Wolfsburg et l'entreprise Volkswagen).
Après la promotion du club en Bundesliga en 1997, le stade est à nouveau rénové et sa capacité est augmentée à 21 600 places.
Le stade ferme un temps ses portes en 2002, lorsque le VfL Wolfsburg change de stade pour déménager à la Volkswagen-Arena. Le dernier match disputé par l'équipe au stade se tient le 23 novembre 2002 lors d'une victoire 2-0 sur le Borussia Dortmund. Après le départ du club du stade, la capacité est réduite à 17 600 places.
Depuis lors, l'équipe féminine du club et la deuxième équipe masculine se partagent le stade (qui était un temps le grand plus grand stade de football féminin de Frauen-Bundesliga.
Le 25 octobre 2001, l'Équipe d'Allemagne féminine de football écrase 9-0 l'équipe du Portugal féminine au VfL-Stadion am Elsterweg, l'allemande Conny Pohlers devenant la première joueuse de l'histoire à inscrire un quintuplé dans un match international.
En plus des équipes de football, la section athlétisme du VfL Wolfsburg utilise également le stade.

## Événements

### Matchs internationaux de football
| Date            | Compétition  | Équipes                                | Score | Affluence                                         |
| --------------- | ------------ | -------------------------------------- | ----- | ------------------------------------------------- |
| 25 octobre 2001 | Match amical | Allemagne féminine — Portugal féminine | 9-0   | Qualifs. coupe du monde féminine de football 2003 |

## Galerie

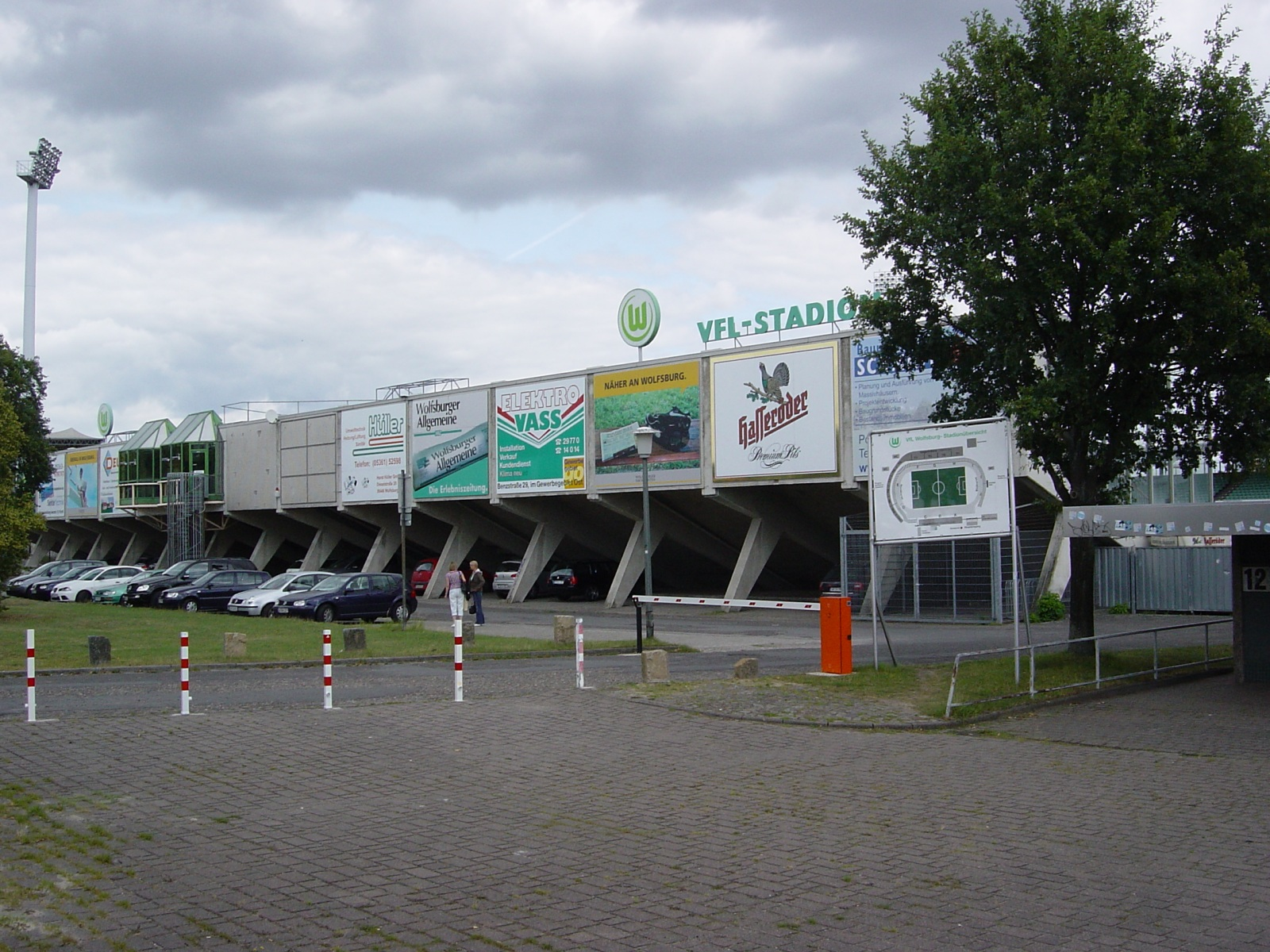
Tribune de 1961
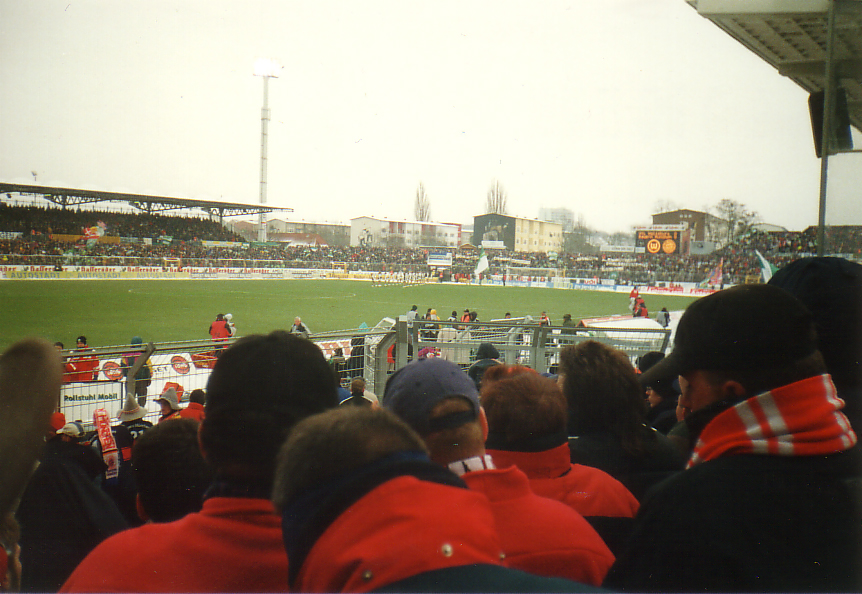
Stade durant un match